# François César Louandre
Pour les articles homonymes, voir Louandre.
François César Louandre, né le 10 janvier 1787 à Abbeville, où il est mort le 20 novembre 1862, est un historien français.

## Biographie
François César Louandre est le père de Charles Léopold Louandre, journaliste et historien.
Il était Bibliothécaire et archiviste de la ville d'Abbeville. Il est enterré au cimetière de la Chapelle d'Abbeville.

## Œuvres
- Biographie d'Abbeville et de ses environs, 1829.
- Histoire ancienne et moderne d'Abbeville et de son arrondissement, 1834 lire en ligne.
- Histoire du comté de Ponthieu, 1834.
- Histoire de Crécy-en-Ponthieu et de sa bataille, 1844.
- Histoire d'Abbeville et du comté de Ponthieu jusqu'en 1789, 2 vol, 1844-1845 t. 1 t. 2.
- Les Mayeurs et les maires d'Abbeville, 1851 lire en ligne.
- Notice historique sur l'hôtel-Dieu d'Abbeville, 1155-1855, 1856.
- Recherches sur la topographie du Ponthieu, avant le XIVe siècle, [s.d.]